# Pogoń Pieszyce
Miejski Klub Sportowy Pogoń Pieszyce – polski klub piłkarski z siedzibą w Pieszycach.
Pogoń Pieszyce powstała w 1956 w wyniku połączenia dwóch istniejących wcześniej w Pieszycach klubów sportowych – Stali oraz Włókniarza. Od sezonu 1960/1961 do sezonu 1964/1965 występowała w rozgrywkach ligi okręgowej, będącej wówczas trzecim szczeblem rozgrywkowym w Polsce. Pod koniec lat 60. XX wieku, na skutek fuzji z Bielawianką Bielawa klub przestał istnieć. Po około 10-letniej przerwie, w 1978, jego działalność została jednak reaktywowana.